# Cantonul Trois-Rivières
Cantonul Trois-Rivières este un canton din arondismentul Basse-Terre, Guadelupa, Franța.

## Comune
- Trois-Rivières: 8 732 locuitori (reședință)
- Vieux-Fort: 1 603 locuitori